# UEFA Champions League slutspil 2017-18
Slutspillet i UEFA Champions League 2017-18 starter den 13. februar 2018 og slutter den 26. maj 2018 med finalen på NSC Olimpiyskiy Stadium i Kyiv, Ukraine, som vil afgøre vinderen af UEFA Champions League 2017-18. I alt 16 hold konkurrerer i slutspillet.

## Kvalificerede hold
| Gruppe | Vindere (seedet ved lodtrækningen til ottendedelsfinaler) | Toere (useedet ved lodtrækningen til ottendedelsfinaler) | Kvalificeret (position TBD)        |
| ------ | --------------------------------------------------------- | -------------------------------------------------------- | ---------------------------------- |
| A      |                                                           |                                                          |                                    |
| B      |                                                           |                                                          | Paris Saint-Germain Bayern München |
| C      |                                                           |                                                          | Chelsea                            |
| D      | Barcelona                                                 |                                                          |                                    |
| E      |                                                           |                                                          |                                    |
| F      | Manchester City                                           |                                                          |                                    |
| G      | Beşiktaş                                                  |                                                          |                                    |
| H      | Tottenham Hotspur                                         | Real Madrid                                              |                                    |

## Ottendedelsfinaler
Lodtrækningen til ottendedelsfinalerne afholdes den 11. december 2017, 12:00 CET, i UEFA hovedkvarteret i Nyon, Schweiz.
De første kampe spilles den 13., 14., 20 og 21. februar, returkampene spilles den 6., 7., 13 og 14. marts 2018.

## Kvartfinaler
Lodtrækningen til kvartfinalerne afholdes den 16. marts 2018, 12:00 CET, i UEFA hovedkvarteret i Nyon, Schweiz.
De første kampe spilles den 3. og 4. april, returkampene spilles den 10. og 11. april 2018.

| Hold 1 | Samlet | Hold 2 | 1. kamp | 2. kamp   |
| ------ | ------ | ------ | ------- | --------- |
|        | 1      |        | 3–4 Apr | 10–11 Apr |
|        | 2      |        | 3–4 Apr | 10–11 Apr |
|        | 3      |        | 3–4 Apr | 10–11 Apr |
|        | 4      |        | 3–4 Apr | 10–11 Apr |